# Johann Obiang
Johann Serge Obiang (* 5. července 1993, Le Blanc-Mesnil, Francie) je francouzsko-gabonský fotbalový obránce a reprezentant Gabonu. V současnosti působí v klubu LB Châteauroux.

## Klubová kariéra
V dospělém fotbale debutoval v roce 2012 v dresu francouzského klubu LB Châteauroux.

## Reprezentační kariéra
Johann Obiang debutoval v A-mužstvu gabonské reprezentace v roce 2014.
Zúčastnil se Afrického poháru národů 2015 v Rovníkové Guineji.